# 원나라의 행정 구역

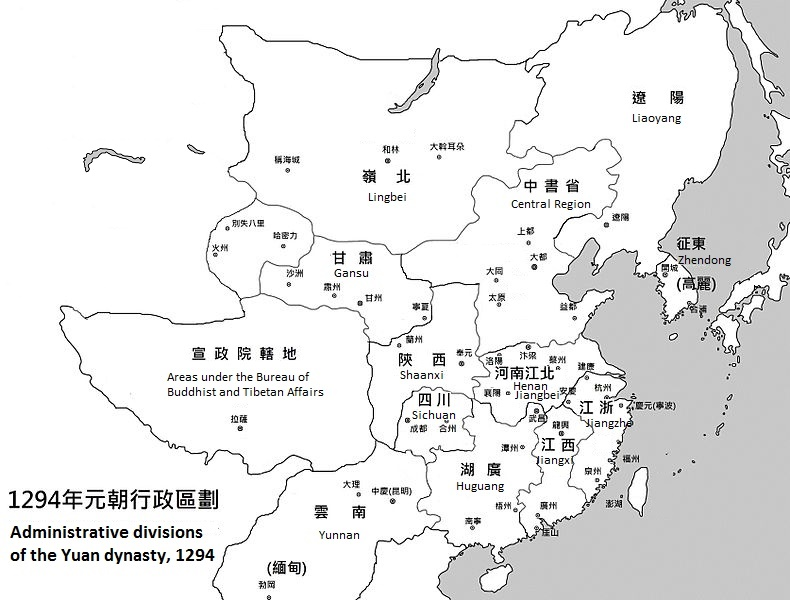
원나라의 행정 구역.

원나라는 몽골인들이 이끈 중국의 제국 왕조였다. 존속 기간 동안 영토는 중서성의 통치를 받는 복리(腹裏) 지역과 다양한 프로빈스 또는 행중서성(行中書省)의 통치를 받는 지역, 그리고 선정원의 통치를 받는 지역으로 나뉘었다. 또한, 원나라의 황제들은 서부 몽골 칸국에 대한 명목상의 종주권을 가지고 있었지만, 몽골 제국의 분열로 인해 실제로는 어느 칸국도 원나라의 통치를 받지 않았다.

## 개요

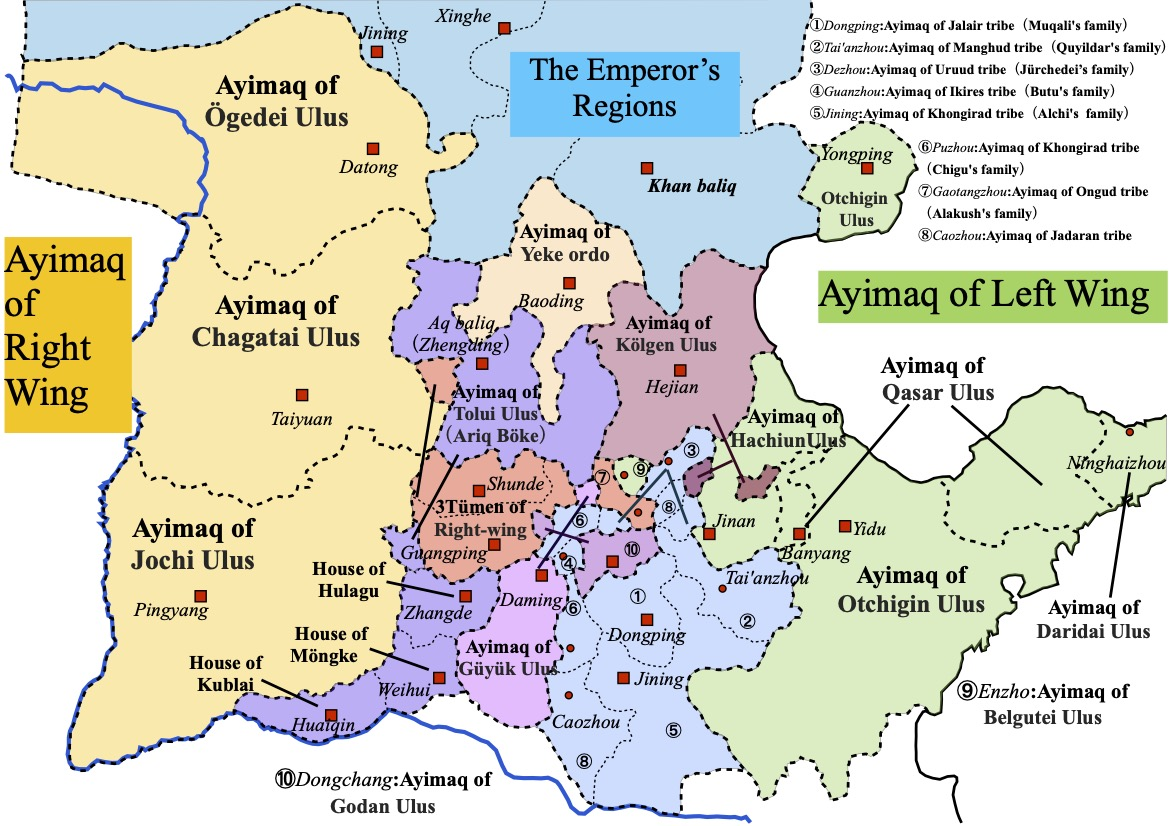
북중국의 몽골 제국 Ayimaq|ja|投下 (モンゴル帝国)

원나라에서 가장 중요한 부분은 원나라의 수도인 대도 (현대 베이징시) 지역을 포함하는 복리(腹裏)였다. 복리 지역은 현재의 허베이성, 산둥성, 산시성 (산서성), 현재 내몽골 자치구의 남동부 및 황하 북쪽의 허난성 지역으로 구성되었다. 이 지역은 왕조에서 가장 중요한 지역으로 간주되었기 때문에 대도에 있는 중서성의 직접적인 통치를 받았다. 마찬가지로 선정원이라는 또 다른 최상위 행정 부서는 티베트를 행정적으로 통치했다.
행중서성(行中書省), 또는 단순히 프로빈스는 중서성에 종속된 성급 행정 조직 또는 기관이었지만, 현대적인 의미의 성(省)과는 정확히 같지 않았다. 원나라에는 11개의 "정규" 성(省)이 있었다.
성(省) 아래의 가장 큰 정치 구역은 도(道)였으며, 그 다음으로 노(路), 부(府), 주(州)가 있었다. 이들은 세 가지 종류의 현급 구역이었다. 가장 낮은 정치 구역은 현(縣)이었다.
기본적으로 노(路)는 부(府)보다 높고, 부(府)는 주(州)보다 높다. 그러나 그들 사이의 실제 관계는 매우 복잡할 수 있었다. 노(路), 부(府), 주(州) 모두 현을 관할할 수 있었다. 일부 부(府)와 주(州)는 성(省)에 의해 직접 관할되었지만, 일부는 노(路) 안에 존재했다. 노(路)는 일반적으로 여러 현과 여러 부(府) 및 주(州)를 관할했으며, 부(府) 또는 주(州) 자체도 자체 현을 관할할 수 있었다. 결과적으로 성(省) 아래에 몇 개의 계층이 있는지는 정확히 정의하기 어렵다.
이러한 성(省)급 정부 구조는 나중에 명나라와 청나라에 의해 계승 및 수정되었다.

## 정규 성(省) (행중서성)
1. 간쑤성 (甘肅行省): 장예시를 치소로 했다. 현재의 닝샤 후이족 자치구 대부분 (원래 탕구트 영토), 간쑤성 남동부, 암도 북동부 일부를 포함했다. 고창국 (현재 신장 위구르 자치구)은 차가타이 칸국의 통치를 받았으며 원나라의 일부가 된 적이 없다.
2. 허난 강북성 (河南江北行省): 카이펑시를 치소로 했다. 황하 남쪽의 허난성 지역, 후베이성 북동부, 장쑤성, 장시성 북동부 일부를 포함했다. 1268년 설립.
3. 호광성 (湖廣行省): 현재 후베이성의 우한시를 치소로 했다. 후베이성 남동부 일부, 후난성, 광시 좡족 자치구, 구이저우성 대부분, 광둥성 남서부 일부를 포함했다. 1274년 설립.
4. 장시성 (江西行省): 난창시를 치소로 했다. 현재 장시성과 광둥성의 일부를 포함했다. 1277년 설립.
5. 강절성 (江浙行省): 항저우시를 치소로 했다. 장강 남쪽의 장쑤성과 안후이성 지역, 저장성, 푸젠성, 장시성 북동부의 작은 지역을 포함했다. 1276년 설립.
6. 요양성 (遼陽行省): 현재 랴오닝성 랴오양시 지역을 치소로 했다. 중국 북동부, 한국 북부, 러시아 극동 남부를 포함했다.
7. 영북성 (嶺北行省): 카라코룸을 치소로 했다. 현재 몽골, 내몽골 자치구 북부, 시베리아 일부를 포함했다.
8. 산시성 (섬서성) (陝西行省): 시안시를 치소로 했다. 현재 산시성 (섬서성) 대부분, 내몽골 자치구 남서부, 간쑤성 남동부, 쓰촨성 북서부, 칭하이성의 작은 부분을 포함했다. 1260년 설립.
9. 쓰촨성 (四川行省): 청두시를 치소로 했다. 현재 쓰촨성 동부 절반 대부분, 충칭시, 구이저우성 북서부 일부를 포함했다. 1294년 설립.
10. [[Yunnan province (Yuan dynasty)]|윈난성]] (雲南行省): 쿤밍시를 치소로 했다. 현재 윈난성, 구이저우성 서부 일부, 버마 북동부 일부를 포함했다. 대리국의 단(段) 씨족은 대리에서 마하라자(Maharajahs)로 통치했으며, 총독들은 쿤밍에서 근무했다. 1274년 설립.
11. 정동성 (征東行省): 현재 한국의 개성시를 치소로 했다. 정규 성으로 분류되었음에도 불구하고, 몽골 황녀와 결혼한 고려 국왕을 수장으로 두었으며, 고려는 원나라의 종주권 아래에서 존속했다는 점에서 여전히 특별했다. 또한, 원래 일본을 침공하기 위해 설치되었다 (아래 "특별 성(省)" 참조).

## 특별 성(省) (행중서성)
이 성(省) 또는 행중서성(行中書省)은 일본, 베트남, 버마 등 원나라 외부의 특정 지역 침공 전 또는 도중에 설치되었다. 보통 전쟁 후에 폐지되었다.
1. 정동성 (征東行省, 문자적으로 "동방 정벌 성"), 또는 "일본 원정 성" (征日本行省)이라고도 불렸다: 원래 1281년 일본 침공 중에 설치되었으며, 고려 국왕을 수장으로 했다. 일본 침공이 실패하자 폐지되었다. 그러나 1287년에 다시 설치되었고, 점차 특별한 특징을 가진 정규 성이 되었다 (위 "정규 성(省)" 참조).
2. 정면성 (征緬行省, 문자적으로 "버마 정벌 성"), 또는 "버마 중부 성" (緬中行省)이라고도 불렸으며, 버마 침공 중에 설치된 행중서성(行中書省)이었다.
3. 교지성 (交趾行省), 안남성 (安南行省)으로도 알려졌으며, 쩐 왕조 (대월 또는 교지군) 침공 중에 설치된 행중서성(行中書省)이었다.
4. 참성성 (占城行省), 참파 침공 중에 설치된 행중서성(行中書省)이었다.

## 선정원의 관할 지역
선정원은 대도에 설치된 정부 기관이자 최상위 행정 부서로, 티베트 영토 관리는 물론 불교 승려들을 감독했다. 현대의 티베트 자치구 외에도 쓰촨성, 칭하이성, 카슈미르 일부를 관할했다. 원나라의 다른 성들, 예를 들어 중국의 이전 송나라의 성들과는 별개였지만, 여전히 원나라의 행정 통치를 받았다. 현대에 해당하는 것은 없지만, 선정원의 정치적 기능은 영국령 인도 시대 런던의 인도부와 유사했을 수 있다. 이전 남송의 수도였던 항저우시의 중요성을 강조하기 위해 1291년에 항저우에 행(行) 선정원이 설치되었다.

## 같이 보기
- 당조의 도주현
- Administrative divisions of the Liao dynasty
- Administrative divisions of the Qing dynasty
- Political divisions and vassals of the Mongol Empire
- Administration of territory in dynastic China
- Yuan dynasty in Inner Asia